# Volba prezidenta Československa 1935
Volba prezidenta Československa proběhla 18. prosince 1935 ve Vladislavském sále Pražského hradu na společné schůzi obou komor Národního shromáždění republiky Československé vedené předsedou poslanecké sněmovny Janem Malypetrem. Edvard Beneš kandidoval v prezidentské volbě sám, jelikož agrárnický protikandidát Bohumil Němec odvolal svou kandidaturu v noci před samotnou volbou. Beneš byl zvolen druhým prezidentem Československa.

## Pozadí
Masaryk zvažoval Beneše jako svého nástupce od roku 1918, ale proti jeho kandidatuře ve volbách v roce 1934 se vyslovili Agrárníci a sociální demokraté. Takže se Masaryk rozhodl kandidovat pro své čtvrté volební období. Parlamentní volby v květnu 1935 vyhrála Sudetoněmecká strana (henleinovci), která však zůstala v opozici. Novou vládu široké koalice sestavil agrárník Jan Malypetr, kterého v jejím vedením později nahradil Milan Hodža. Masaryk abdikoval ze zdravotních důvodů 14. prosince 1935.  

### Politická jednání
21. listopadu 1935 Masaryk informoval předsedu vlády Milana Hodžu o svém záměru abdikovat a zároveň mu doporučil Beneše jako svého nástupce. Další den se Hodža setkal s Benešem a dohodli se, že Beneš bude jediným kandidátem vládní koalice. 28. listopadu došlo k setkání vládních stran. Beneš získal podporu sociálních demokratů, národních socialistů a lidovců, proti jeho kandidatuře se vyslovili agrárníci a živnostenská strana.
Ve straně agrárníků došlo ohledně prezidentské volby k rozkolu mezi protibenošovským křídlem a zbytkem strany. Po dlouhých jednáních byla 6. prosince nabídnuta kandidatura Bohumilu Němcovi, který jí přijal a stal se tak kandidátem agrárníků a živnostníků. 10. prosince podpořilo Němcovu kandidaturu také Národní sjednocení Karla Kramáře a Národní obec fašistická Radoly Gajdy, čímž vznikl Prosincový blok podporující Němcovu volbu.
Oba kandidáti se neúspěšně pokusili o vyjednání podpory u Sudetoněmecké strany, která měla nejsilnější postavení v Národním shromáždění.
Několik týdnů před volbou proběhlo tajné jednání mezi Rudolfem Slánským a Masarykovým kancléřem Přemyslem Šámalem, s cílem zajistit  komunistickou podporu pro Beneše. Hrad na oplátku podepsal 14. prosince amnestii všech komunistických činitelů. Komunisté pak upustili od záměru postavit vlastního kandidáta Klementa Gottwalda a projevili ochotu Beneše podpořit, bude-li proti němu postaven kandidát pravice. 
Přes své přiznané zednářství měl Beneš silnou podporu v katolických kruzích. Ve prospěch Beneše se také výrazně angažoval papežský nuncius Saverio Ritter. Svojí roli také sehrál hlavní vyjednávač Benešovy podpory lidovec Jan Jiří Rückl. V Hlinkově slovenské ľudové straně se za Benešovo zvolení výrazně angažovalo probenešovské křídlo, které vedl budoucí prezident Slovenského státu Jozef Tiso. 17. prosince se Beneš setkal s Andrejem Hlinkou na jednání s ním se vyslovil pro decentralizaci země.
Poté, co si Němec nedokázal zajistit podporu ľuďáků a henleinovců, sešli se zástupci agrárníků a živnostenské strany s Benešem a přislíbili mu podporu v následující volbě. V noci ze 17. na 18. prosince se tak Bohumil Němec vzdal prezidentské kandidatury. Své rozhodnutí odůvodnil tím, že se za něj nepostavila většina českých politických stran a že nechce oslabovat národní a státní jednotu.
Ještě v den volby bylo zveřejněno provolání UV KSČ, ve kterém komunisté vyjádřili podporu Benešovi, aby tak zmařili vítězství reakce a volbu „fašistického kandidáta“.

## Průběh volby

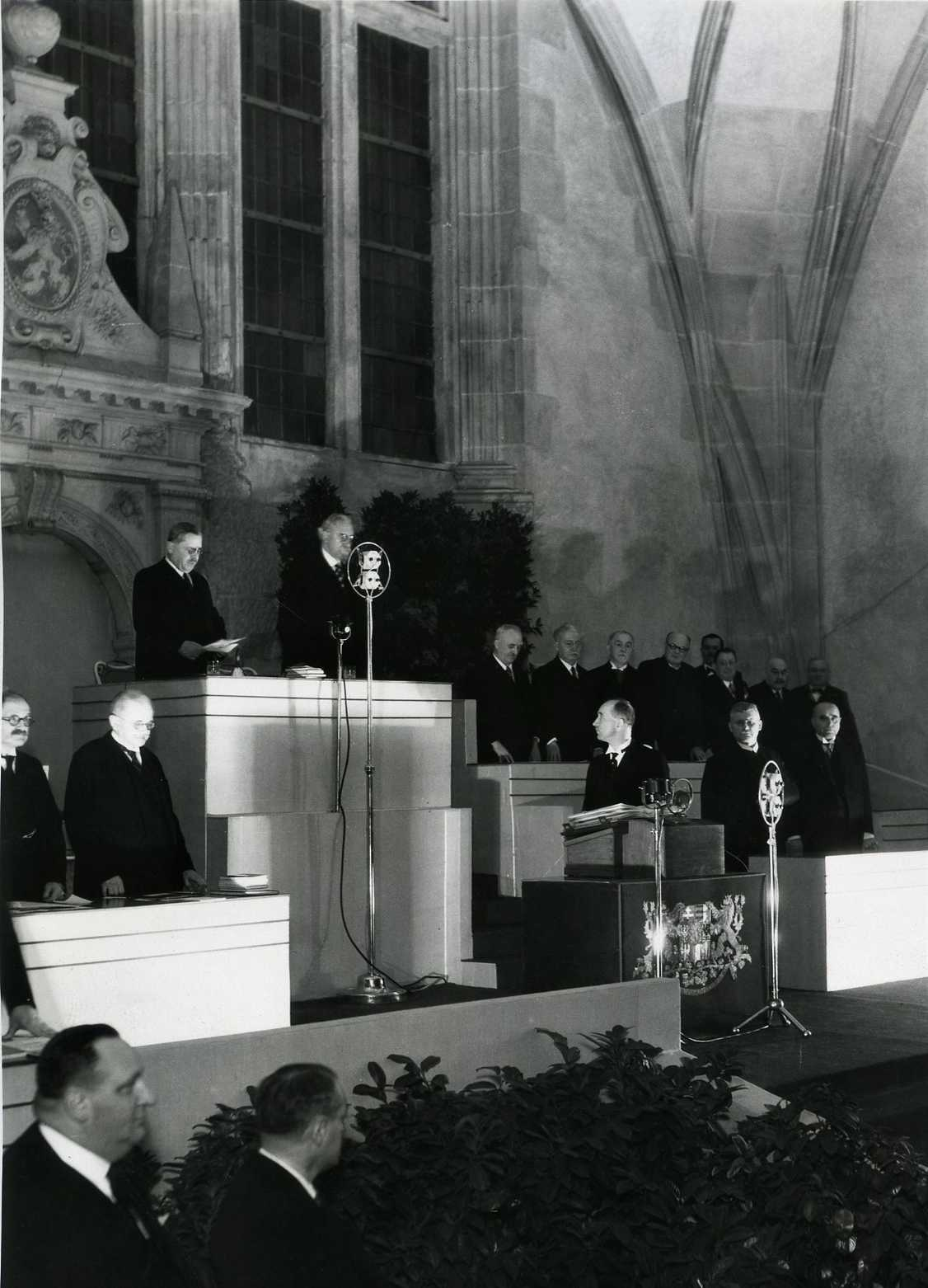
Volba ve Vladislavském sále, na podiu stojí předseda poslanecké sněmovny Jan Malypetr a předseda senátu František Soukup. Edvard Beneš otočen k nim stojí o stupeň níže.

Ve středu 18. prosince se do Vladislavského sálu včas dostavilo 292 poslanců (ze 300) a 144 senátorů (ze 160). Další 4 volitelé přibyli před volebním aktem. Vzhledem k předchozím politickým dohodám měla smotaná prezidentská volba manifestační nádech.

## Výsledky hlasování
Samotná volba proběhla 18. prosince 1935. Volby se účastnilo 440 volitelů, přičemž pro Beneše hlasovalo 340 volitelů, což je podpora, jaké Masaryk nikdy nedosáhl. Volitelé převážně z řad henleinovců odevzdali 76 bílých lístků. Přestože z prezidentské volby odstoupil den předem, obdržel Bohumil Němec 24 hlasů od volitelů z Národního sjednocení.
| Kandidát              | Počet hlasů | Procenta |
| --------------------- | ----------- | -------- |
| Edvard Beneš          | 340         | 77,27 %  |
| bílé lístky           | 76          | 17,27 %  |
| Bohumil Němec         | 24          | 5,45 %   |
| Celkem platných hlasů | 440         | 100 %    |

## Prezidentský slib
Edvard Beneš byl zvolen druhým československým prezidentem a následně ve Vladislavském sále složil prezidentský slib. Po svém zvolení zhlédl vojenskou přehlídku na třetím nádvoří Pražského hradu a poté odjel do Lán pozdravit svého předchůdce Tomáše Garrigue Masaryka.

## Doslov
Úřad vykonával do 5. října 1938, kdy po přijetí Mnichovské dohody abdikoval na svou funkci. Odcestoval do britského exilu, kde převzal roli vůdce zahraničního odboje. 28. října 1945 byl Beneš potvrzen Prozatímním Národním shromážděním ve funkci prezidenta, přičemž jeho legitimita se odvozovala z jeho vítězství ve volbě z roku 1935.
Všechny strany, které se stavěly proti volbě Beneše prezidentem, byť jí nakonec i podpořily, byly po válce zakázány.